# 埃爾博格訥峰

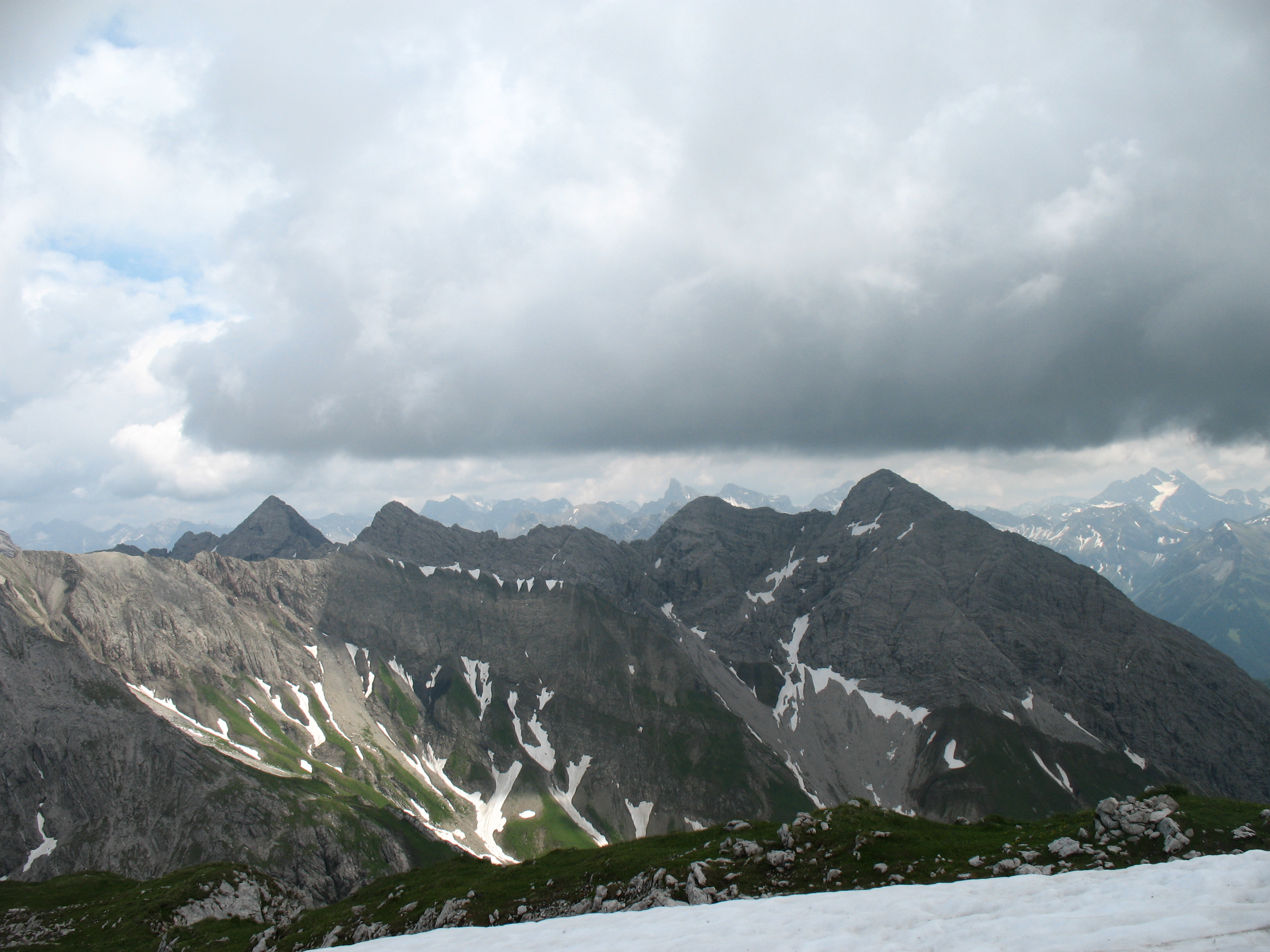

47°15′55″N 10°16′20″E / 47.26528°N 10.27222°E
埃爾博格訥峰（德語：Ellbogner Spitze），是奧地利的山峰，位於該國西部，由蒂羅爾州負責管轄，屬於阿爾高阿爾卑斯山脈的一部分，海拔高度2,552米，距離上利赫特山1.6公里，每年平均降雨量1,730毫米。